# 4-Chlorphenylisocyanat
4-Chlorphenylisocyanat ist eine chemische Verbindung aus der Gruppe der aromatischen Isocyanate.

## Gewinnung und Darstellung
4-Chlorphenylisocyanat kann durch Curtius-Reaktion aus dem Azid gewonnen werden.

## Eigenschaften
4-Chlorphenylisocyanat ist ein brennbarer, schwer entzündbarer, feuchtigkeitsempfindlicher, farbloser bis gelblicher Feststoff mit stechendem Geruch, der sich in Wasser zersetzt. Er zersetzt sich bei Erhitzung über 187 °C, wobei Chlorwasserstoff und Cyanwasserstoff entstehen.

## Verwendung
4-Chlorphenylisocyanat wird als Zwischenprodukt für die Herstellung von Arzneistoffen und Pflanzenschutzmitteln verwendet.

## Sicherheitshinweise
Bei der Destillation von 4-Chlorphenylisocyanat im Anschluss an die präparative Darstellung kann es durch Verunreinigung mit den Ausgangsstoffen (4-Chlorbenzoylazid) zu Explosionen kommen.

## Externe Links zu erwähnten Verbindungen
1. ↑  Externe Identifikatoren von bzw. Datenbank-Links zu 4-Chlorbenzoylazid:  CAS-Nr.: 21368-28-5, PubChem: 10856108, ChemSpider: 9031399, Wikidata: Q82264571.